# Relaciones entre Eritrea y España
Las relaciones Eritrea-España son las relaciones bilaterales entre estos dos países. Eritrea no tiene embajada en España pero su embajada en París está acreditada para España.

## Recomendación de viaje
El Ministerio español de Asuntos Exteriores desaconseja el viaje a Eritrea, un país que se segregó de Etiopía al término de una larga guerra civil, salvo casos de extrema necesidad. Las muy tensas relaciones de Eritrea con Etiopía suponen un riesgo potencial. En los últimos años, se han producido episodios de violencia militar en territorio eritreo de origen no aclarado. Todos los viajeros deben obtener un permiso previo si desean salir de Asmara para desplazarse por el resto del país. Esta restricción incluye a las personas que trabajan en Eritrea. El gobierno español considera como zonas de riesgo, las zonas limítrofes con Sudán y Etiopía.